# Onze Fois Fátima
 (juin 2024).
 (avril 2024).
La mise en forme du texte ne suit pas les recommandations de Wikipédia : il faut le « wikifier ».
Les points d'amélioration suivants sont les cas les plus fréquents. Le détail des points à revoir est peut-être précisé sur la page de discussion.
- Les titres sont pré-formatés par le logiciel. Ils ne sont ni en capitales, ni en gras.
- Le texte ne doit pas être écrit en capitales (les noms de famille non plus), ni en gras, ni en italique, ni en « petit »…
- Le gras n'est utilisé que pour surligner le titre de l'article dans l'introduction, une seule fois.
- L'italique est rarement utilisé : mots en langue étrangère, titres d'œuvres, noms de bateaux, etc.
- Les citations ne sont pas en italique mais en corps de texte normal. Elles sont entourées par des guillemets français : « et ».
- Les listes à puces sont à éviter, des paragraphes rédigés étant largement préférés. Les tableaux sont à réserver à la présentation de données structurées (résultats, etc.).
- Les appels de note de bas de page (petits chiffres en exposant, introduits par l'outil «  Source ») sont à placer entre la fin de phrase et le point final[comme ça].
- Les liens internes (vers d'autres articles de Wikipédia) sont à choisir avec parcimonie. Créez des liens vers des articles approfondissant le sujet. Les termes génériques sans rapport avec le sujet sont à éviter, ainsi que les répétitions de liens vers un même terme.
- Les liens externes sont à placer uniquement dans une section « Liens externes », à la fin de l'article. Ces liens sont à choisir avec parcimonie suivant les règles définies. Si un lien sert de source à l'article, son insertion dans le texte est à faire par les notes de bas de page.
- La présentation des références doit suivre les conventions bibliographiques. Il est recommandé d'utiliser les modèles {{Ouvrage}}, {{Chapitre}}, {{Article}}, {{Lien web}} et/ou {{Bibliographie}}. Le mode d'édition visuel peut mettre en forme automatiquement les références.
- Insérer une infobox (cadre d'informations à droite) n'est pas obligatoire pour parachever la mise en page.

Pour une aide détaillée, merci de consulter Aide:Wikification.
Si vous pensez que ces points ont été résolus, vous pouvez retirer ce bandeau et améliorer la mise en forme d'un autre article.
Pour plus de détails, voir Fiche technique et Distribution.
Onze Fois Fátima (Fátima) est un film dramatique social franco-portugais de 2017, écrit et réalisé par João Canijo et produit par Pedro Borges et François d'Artemare. Le long métrage est interprété par un ensemble dirigé par Rita Blanco (dans le rôle d'Ana Maria) et Anabela Moreira (dans le rôle de Maria do Céu), membres d'un groupe féminin participant au plus grand pèlerinage national dans la ville religieuse de Fátima. La production, créée commercialement le 27 avril 2017 au Portugal et le 12 juin 2019 en France a abouti, en plus du montage théâtral, à un montage prolongé de 202 minutes et à une mini-série intitulée Caminhos da Alma (Chemins de l'âme), créée le 15 septembre 2017 sur RTP1.

## Synopsis
L'action se déroule en mai 2016. En vue d'arriver sur place le 13 mai, un groupe de onze femmes quitte la petite ville de Vinhais, à Trás-os-Montes au Portugal pour un pèlerinage à Fátima. Pendant neuf jours et quatre cent trente kilomètres, portant des gilets jaunes, elles traversent la moitié du pays à pied dans l'effort et le sacrifice, pour tenir leurs promesses. C'est l'histoire du plus long et du plus douloureux de tous les pèlerinages qui ont lieu au Portugal,.
La fatigue et une souffrance extrêmes les conduisent à des moments de rupture. Leurs identités et motivations les plus profondes sont alors révélées. En arrivant à Fátima, chacune devra trouver son propre chemin vers la rédemption,.

## Équipe technique
- Titre français : Onze Fois Fátima[10]
- Titre original : Fátima
- Réalisation : João Canijo
- Image : Mário Castanheira et Anabela Moreira
- Son : Olivier Hespel, Elsa Ferreira et Gérard Rousseau
- Montage : João Braz
- Production : Pedro Borges
- Coproduction : François D'Artemare[11]

## Distribution
- Cleia Almeida : Fátima
- Vera Barreto : Nanda
- Rita Blanco : Ana Maria
- Márcia Breia : Ti Isaura
- Ana Bustorff : Amparo
- Irís Macedo : Nazaré
- Teresa Madruga : Professora Isabel
- Anabela Moreira : Maria do Céu
- Sara Norte : Carla
- Alexandra Rosa : Rosário
- Teresa Tavares : São

## Festivals et prix
Le film a été présenté aux festivals :
- Festival international du film de Rotterdam (Pays-Bas, janvier 2018)
- Festival du film de Göteborg (Suède, 2 février 2018)
- Crossing Europe Festival (Autriche, 2018)
- Bildrausch : Filmfest Basel (Suisse, 1er juin 2018)
- Festival Journées du cinéma portugais à Berlin (Allemagne, 19 octobre 2018)

Pour sa performance dans 11 fois Fátima, Rita Blanco a reçu plusieurs prix, dont l'équivalent du César de la meilleure actrice au Portugal avec le Prix Sophia en 2018.